# بیست و چهارمین دوره جشنواره بین‌المللی فیلم فجر
بیست و چهارمین دورهٔ جشنوارهٔ فیلم فجر از ۳۰ دی تا ۱۰ بهمن ۱۳۸۴ در تهران برگزار شد.
داوران بخش مسابقه سینمای ایران شامل پرویز پورحسینی، احمدرضا درویش، سید مهدی شجاعی، فرهاد صبا، رسول صدرعاملی، مجید مجیدی و اکبر نبوی بوده است.

## برگزیدگان
- جایزهٔ ویژهٔ هیئت داوران: عصر جمعه (مونا زندی حقیقی)
- جایزهٔ ویژهٔ هیئت داوران: شاهد احمدلو (چند می‌گیری گریه کنی)
- تقدیر: ترانه علیدوستی (چهارشنبه‌سوری) نقش دوم زن
- پروانهٔ زرین بهترین بازیگری: مریم حسین‌پور (چوپان دروغگو)

### دیپلم افتخار
- بهترین فیلمنامه: به نام پدر (ابراهیم حاتمی‌کیا)
- بهترین فیلمنامه: به‌آهستگی (پرویز شهبازی)
- بازیگر خردسال: سمیر وزیریان (هوو)
- فیلمنامه اقتباسی: شاهزادهٔ ایرانی (محمد نوری‌زاد)
- هیئت داوران: چند می‌گیری گریه کنی (شاهد احمدلو)
- بهترین کارگردانی: چوپان دروغگو (سیروس حسن‌پور)

### سیمرغ بلورین
- بهترین فیلم کوتاه داستانی: با او (نقی نعمتی)
- بهترین فیلم اول: عصر جمعه (مونا زندی حقیقی)
- بهترین فیلم دوم: شاهزادهٔ ایرانی (محمد نوری‌زاد)
- فیلم برگزیدگان تماشاگران: چهارشنبه‌سوری (سید جمال ساداتیان)
- کاندیدای بهترین اثر هنر و تجربه: وقتی همه خواب بودند (فریدون حسن‌پور)
- بهترین عکس: وقتی همه خواب بودند (علی زارع)

| سیمرغ بلورین بهترین فیلم | سیمرغ بلورین بهترین کارگردانی |
| --- | --- |
| - به نام پدر – ابراهیم حاتمی‌کیا - چهارشنبه‌سوری – سید جمال ساداتیان - تقاطع – ناصر شفق و سعید حاجی‌میری - عصر جمعه - مونا زندی حقیقی و جهانگیر کوثری                                               | - اصغر فرهادی – چهارشنبه‌سوری - خسرو معصومی – جایی در دوردست - ابوالحسن داوودی – تقاطع - ابراهیم حاتمی‌کیا – به نام پدر - مونا زندی حقیقی – عصر جمعه                                     |
| سیمرغ بلورین بهترین بازیگر نقش اول مرد | سیمرغ بلورین بهترین بازیگر نقش اول زن |
| - پرویز پرستویی – به نام پدر - عزت‌الله انتظامی – ستاره‌ها ۱: ستاره می‌شود - حمید فرخ‌نژاد – چهارشنبه‌سوری - امین تارخ – پرونده هاوانا - یوسف مرادیان – شاهزاده ایرانی - محمود پاک‌نیت – سفر به هیدالو | - هدیه تهرانی – چهارشنبه‌سوری - گلاب آدینه – وقتی همه خواب بودند - هانیه توسلی – زمان می‌ایستد - رؤیا نونهالی – عصر جمعه - نیوشا ضیغمی – شوریده - افسانه بایگان - کافه ستاره             |
| بهترین بازیگر نقش دوم مرد | بهترین بازیگر نقش دوم زن |
| - حمید لولایی – چند می‌گیری گریه کنی - عباس امیری مقدم– جایی در دوردست - بیژن امکانیان – تقاطع - کامبیز دیرباز – به نام پدر - حسن پورشیرازی – به‌آهستگی                                            | - مهتاب نصیرپور – به نام پدر - آهو خردمند – ستاره‌ها ۱: ستاره می‌شود - نیره فراهانی – تقاطع - ترانه علیدوستی - چهارشنبه‌سوری - پانته‌آ بهرام - چهارشنبه سوری                               |
| سیمرغ بلورین بهترین فیلمنامه | سیمرغ بلورین بهترین موسیقی متن |
| - به‌آهستگی – پرویز شهبازی (دیپلم افتخار) - به نام پدر - ابراهیم حاتمی‌کیا (دیپلم افتخار) - وقتی همه خواب بودند – فریدون حسن‌پور - چهارشنبه‌سوری – اصغر فرهادی و مانی حقیقی - عصر جمعه – فرید مصطفوی | - شهرآشوب – محمدرضا درویشی - به نام پدر – محمدرضا علیقلی - شاهزاده ایرانی و زمان می‌ایستد – فردین خلعتبری - سفر به هیدالو – کامبیز روشن‌روان                                             |
| بهترین صداگذاری | بهترین صدابرداری |
| - زمان می‌ایستد – محمدرضا دلپاک - چهارشنبه‌سوری – مسعود بهنام و حسین ابوالصدق - قتل آنلاین – فریدون خوشابافرد - زاگرس – پرویز آبنار                                                                | - زمستان است – یدالله نجفی و ناصر شکوهی‌نیا - جایی در دوردست – جهانگیر میرشکاری - پروندهٔ هاوانا – مهران ملکوتی - سفر به هیدالو – بهمن اردلان - کافه ستاره – ایرج شهزادی و امین میرشکاری |
| بهترین طراحی صحنه و لباس | سیمرغ بلورین بهترین فیلم‌برداری |
| - شاهزاده ایرانی – ایرج رامین‌فر - تقاطع – امیرحسین اثباتی - باغ فردوس، پنج بعدازظهر – فاضل ژیان - عصر جمعه – ژیلا مهرجویی - سفر به هیدالو – حسین روح‌پروری                                        | - زمستان است – محمد داوودی - ستاره‌ها ۱: ستاره می‌شود – محمد آلادپوش - جایی در دوردست – نادر معصومی - تقاطع – بهرام بدخشانی - عصر جمعه – حسین جعفریان                                    |
| بهترین چهره‌پردازی | بهترین فیلم هنر و تجربه |
| - به نام پدر – مهرداد میرکیانی - عصر جمعه – مهرداد میرکیانی - زمان می‌ایستد – ایمان امیدواری - وقتی همه خواب بودند – فریدون حسن‌پور - شوریده - سودابه خسروی - کافه ستاره - مهری شیرازی             | - سفر به هیدالو – مجتبی راعی - زمان می‌ایستد – علیرضا امینی - کارگران مشغول کارند – مانی حقیقی                                                                                          |
| سیمرغ بلورین بهترین تدوین | سیمرغ بلورین بهترین جلوه‌های ویژه |
| - چهارشنبه‌سوری – هایده صفی‌یاری - تقاطع – بهرام دهقان - به نام پدر – سهراب خسروی - عصر جمعه – سپیده عبدالوهاب - شاهزاده ایرانی – حسین زندباف - زمستان است – حسن حسن‌دوست                           | - شهرآشوب – محسن روزبهانی و علاءالدین پژمان - وقتی همه خواب بودند – داود رسولیان - زاگرس – محسن شاه‌ابراهیمی                                                                            |
| جایزهٔ ویژهٔ هیئت داوران | بهترین فیلم کوتاه |
| - عصر جمعه – مونا زندی حقیقی - وقتی همه خواب بودند – فریدون حسن‌پور | - با او - نقی نعمتی |

## بخش بین‌الملل
- سیمرغ بلورین فیلم کوتاه داستانی، "باران می‌بارد" به کارگردانی "هورنر ارنست" (آلمان)
- دیپلم افتخار به فیلم "یک شب میهمانی" به کارگردانی "شهرام میرآب اقدم" (ایران)
- دست‌آورد هنری، فیلم "سقوط" به کارگردانی اولیور هیرشپیگل (آلمان)
- سیمرغ بلورینبازیگری، "محمد رضا فروتن" برای فیلم به "آهستگی " (ایران)
- سیمرغ بلورین فیلمنامه، "مانی حقیقی" برای فیلم "کارگران مشغول کارند" (ایران)
- سیمرغ بلورین کارگردانی، "جانی آمه لیو" برای فیلم "کلیدهای خانه" (ایتالیا)
- سیمرغ بلورین جایزهٔ ویژهٔ هیئت داوران، برای فلیم "آزرده" (ژاپن)
- سیمرغ بلورین بهترین فیلم، "به آهستگی" (ایران)

## بخش مسابقهٔ آسیا
- سیمرغ بلورین فیلمنامه، «میتسو هیرومیها» برای فیلم «آلبوم دهکده» (ژاپن)
- سیمرغ بلورین کارگردانی، «الیون» برای فیلم «تو و من» (چین)
- سیمرغ بلورین بهترین فیلم، «بنام پدر» به کارگردانی «ابراهیم حاتمی‌کیا» (ایران)

## بخش سینمای معناگر
- سیمرغ بلورین کارگردانی، «تائه‌هی یونگ ایم» برای فیلم «برادر کوچک» (کره جنوبی)
- سیمرغ بلورین فیلمنامه، «یوسف فارس» برای فیلم «زوزو» (سوئد، دانمارک، انگلستان)
- سیمرغ بلورین بهترین فیلم، «وقتی همه خواب بودند» به تهیه کنندگی «فرشته طائرپور» (ایران)

## جایزه بین‌المذاهب
- سیمرغ بلورین فیلم «وقتی همه خواب بودند» به کارگردانی «فریدون حسن پور» (ایران)

فیلم «پنهان» به کارگردانی «مایکل هانکه» هم از سوی خانهٔ سینما به عنوان فیلم خارجی برگزیدهٔ تماشاگران معرفی شد.

## بزرگداشت‌ها
- خسرو سینایی، فیلمنامه‌نویس، کارگردان و آهنگساز
- گلاب آدینه، بازیگر
- مجید انتظامی، آهنگساز